# Fredrik Dversnes
Fredrik Dversnes (* 20. März 1997 in Egersund) ist ein norwegischer Radrennfahrer.

## Sportlicher Werdegang
International trat Dversnes erstmals in der Saison 2018 in Erscheinung, ohne zunächst zählbare Erfolge aufzuweisen. Zur Saison 2020 wurde er Mitglied im UCI Continental Team Coop. 2021 erzielte er mit dem Gewinn der Gesamtwertung bei der International Tour of Rhodes seinen ersten Erfolg auf der UCI Europe Tour. Weiters sicherte er sich in jenem Jahr die Bergwertung des Arctic Race of Norway.
Zum Ende der Saison 2021 bekam Dversnes die Möglichkeit, als Stagaire für das russische UCI ProTeam Gazprom-RusVelo zu fahren. Zur Saison 2022 erhielt er jedoch einen Vertrag beim Uno-X Pro Cycling Team. Die ersten Erfolge für das Team erzielte er 2023 bei der Route Adélie de Vitré und der Région Pays de la Loire Tour. Im Juni wurde erstmals norwegischer Meister im Straßenrennen. Im Jahr 2024 wurde er in derselben Disziplin Vizemeister und gewann die Auftaktetappe der Tour Poitou-Charentes en Nouvelle-Aquitaine, die er hinter seinem Teamkollegen Søren Wærenskjold auf dem zweiten Gesamtrang beendete. 
Sein bislang größter Erfolg gelang ihm im Alter von 27 Jahren als er die 5. Etappe von Tirreno–Adriatico 2025 aus der Ausreißergruppe gewann. Dabei konnte er sich als einziger Fahrer vor dem herannahenden Hauptfeld behaupten und rettete sich mit einem Vorsprung von sieben Sekunden ins Ziel.

## Trivia
Als Gewinner der Bergwertung beim Arctic Race of Norway 2021 erhielt Dversnes als Preis 500 Kilogramm Lachs.

## Erfolge 2025                       Eine Etappe Tirreno - Adriatico
2021
- Gesamtwertung International Tour of Rhodes
- Bergwertung Arctic Race of Norway

2023
- Route Adélie de Vitré
- eine Etappe Région Pays de la Loire Tour
- Norwegischer Meister – Straßenrennen

2024
- eine Etappe Tour Poitou-Charentes

2025
- eine Etappe Tirreno–Adriatico